# Nice to Meet You (Acoustic Live Solo)
Nice to Meet You (Acoustic Live Solo) è il secondo EP della cantante italiana Francesca Michielin, pubblicato il 30 gennaio 2016 dalla Sony Music.

## Tracce
1. Distratto – 3:52
2. Be My Husband – 2:36
3. L'amore esiste – 4:15
4. (Tanto)³ – 4:09 – originariamente interpretata da Jovanotti
5. Honey Sun – 5:53
6. Lontano – 3:13
7. Nice to Meet You – 4:16